# Pabellón Carlos Lopes

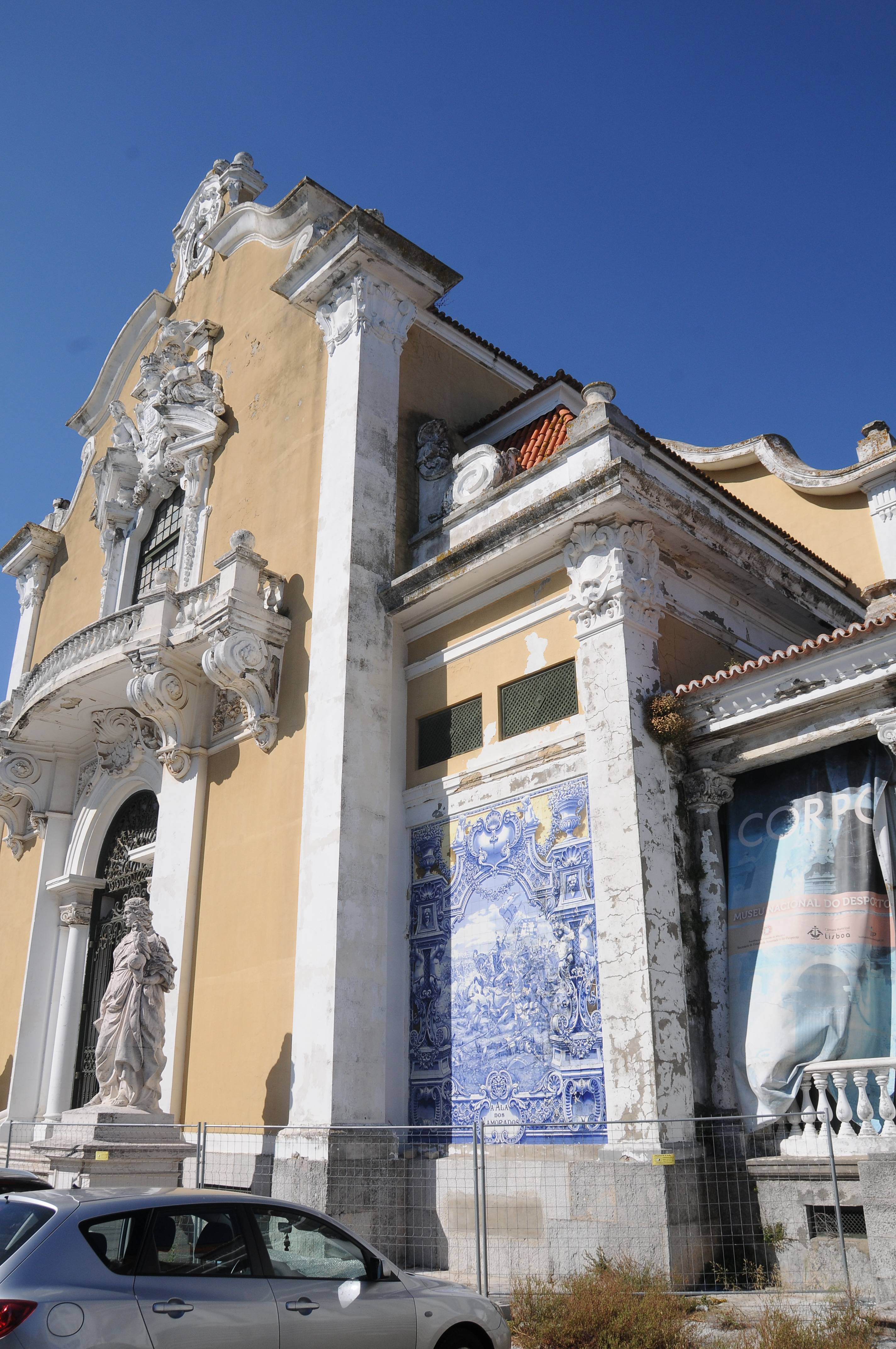

El Pabellón Carlos Lopes es un espacio multiusos que está ubicado en el Parque Eduardo VII, en la freguesia de Avenidas Novas, en Lisboa.

## Historia
El edificio fue diseñado por los arquitectos Guilherme y Carlos Rebello de Andrade y Alfredo Assunção Santos. Fue construido por primera vez en Brasil en 1922 para la Gran Exposición Internacional de Río de Janeiro .
Con posterioridad éste sería reconstruido en Lisboa y llamado Palácio das Exposições. Su inauguración tuvo lugar el 3 de octubre de 1932 con la Gran Exposición Industrial Portuguesa.
Fue adaptado para albergar eventos deportivos en 1946, habiéndose jugado allí el Campeonato del Mundo de Hockey sobre Patines en 1947 .
En  el año 1984 cambia su nombre en honor al deportista portugués Carlos Lopes .
Fue cerrado en 2003 por falta de condiciones adecuadas para seguir realizándose actividades en él, sin embargo, reabrió las puertas el 18 de febrero de 2017, después de grandes obras de restauración y renovación.
A partir del 18 de febrero de 2017, el pabellón acoge una exposición temporal sobre el turismo en Lisboa durante los últimos 20 años y, en la torre norte, una exposición permanente sobre Carlos Lopes con más de 300 piezas, entre trofeos y equipación.

## Características
La fachada principal presenta paneles de azulejos, en azul y blanco, producidos por la Fábrica de Sacavém, en 1922, que representan escenas de la Historia de Portugal con temas dedicados a diversos temas como son: Sagres, la Batalla de Ourique, la Ala dos Namorados en la Batalla de Aljubarrota y el Cruzeiro del Sur .
Las esculturas 'Arte ' y ' Ciencia ', ubicadas en la fachada del edificio, son piezas ejecutadas por el escultor Raúl Xavier .

## Proyectos de rehabilitación
Tras ser cerrado en 2003, hasta reabrir en 2017, surgieron varios proyectos de rehabilitación.
- Wikimedia Commons alberga una categoría multimedia sobre Pabellón Carlos Lopes.

### En 2008 - Museo Nacional del Deporte
En 2008 se decidió que el edificio se transformase en el Museo Nacional del Deporte.
El museo debería contar con auditorios, cafetería, restaurante, tienda, polideportivo, exposiciones y cinco centros temáticos: cuerpo, actividad física, deporte, cambio y patrimonio.
Estaba previsto que las obras de adecuación se adjudicaran en 2009 con el apoyo del Instituto de Deportes y los ingresos del Casino de Lisboa . Debería abrir en 2011.
El municipio recibió tres millones de euros del Casino de Lisboa - cambio de la licencia de juego- para solicitar la recuperación.

### En 2012
En 2012, el Ayuntamiento de Lisboa lanzó un concurso internacional para recuperar y gestionar el pabellón, con el objetivo de frenar el deterioro en el que se encontraba el edificio, con la idea de que pudiera volver a recibir cualquier tipo de evento.
El concurso pretendía arrendar el Pabellón a particulares, por un plazo máximo de 35 años y con un alquiler fijo del espacio y otro en función de los resultados operativos, tras su rehabilitación (estimada en unos siete millones de euros) y con la obligatoriedad de la construcción de un aparcamiento subterráneo. El concurso tuvo como objetivo la concesión para la explotación del Pabellón Carlos Lopes asociado a un proyecto de pabellón polivalente que, a la vez, garantizaba el mantenimiento del valor deportivo del espacio y permitía el desarrollo de otras actividades, como conferencias o coloquios, creando un nuevo centro de dinamización del espacio  y de la zona. Además del pago de los alquileres y la rehabilitación, el concesionario estaría obligado a poner el pabellón a disposición del Ayuntamiento de Lisboa durante diez días al año.
En marzo de 2013, se anunció que la Fundación Solidaridad Social Aragão Pinto había ganado el concurso y rehabilitaría y explotaría el Pabellón Carlos Lopes, opción aprobada por el ejecutivo municipal, con la única abstención del PSD.
En julio de 2013, la Cámara de Lisboa consideró que la propuesta de esa entidad, que era el único competidor del concurso público internacional lanzado en 2012, quedaría excluida, por "contradicción flagrante" con las bases del concurso.

### En 2015
En junio de 2015, el Ayuntamiento de Lisboa propuso la constitución, por 3,5 millones de euros, de un derecho de superficie sobre el Pabellón Carlos Lopes a favor de la Asociación de Turismo de Lisboa, que lo reclasificó, con vistas a la realización de eventos culturales y deportivos.
El derecho de superficie constituido está destinado exclusivamente a la realización de obras de rehabilitación del pabellón y su entorno, para permitir la celebración de eventos, en concreto de carácter cultural, artístico y deportivo, realizados por la Asociación de Turismo de Lisboa.
En septiembre de 2015, la Asamblea Municipal de Lisboa aprobó la constitución de un derecho de superficie sobre una superficie de 12,9 mil metros cuadrados -que concierne al Pabellón Carlos Lopes- por un período de 50 años y por aproximadamente 3,5 millones de euros, a favor de la Asociación de Turismo de Lisboa.
Las obras costaron un montante de ocho millones de euros.

La Asociación de Turismo de Lisboa reabrió el espacio, destinado a eventos culturales y deportivos, en el 70 aniversario del campeón olímpico Carlos Lopes, el 18 de febrero de 2017

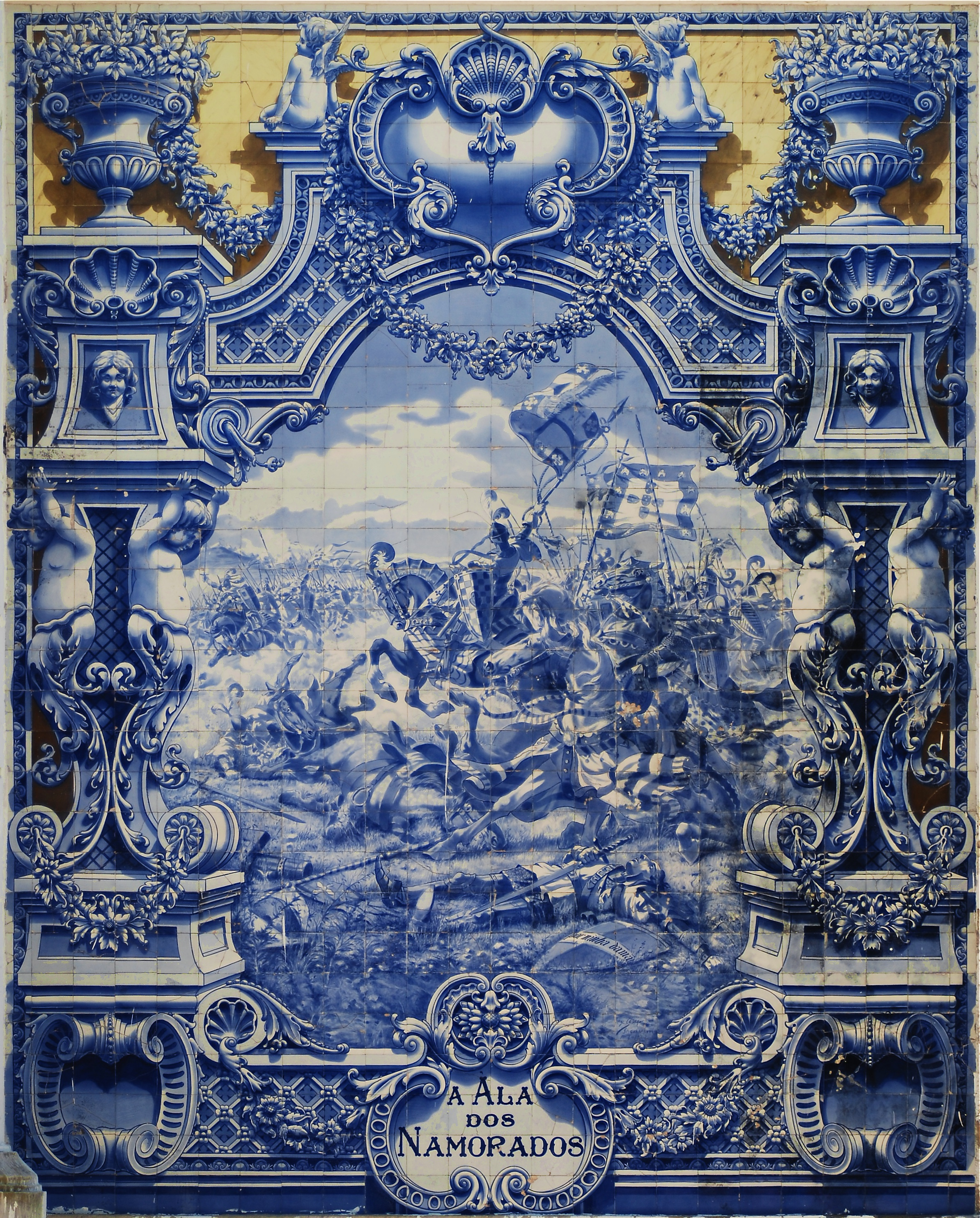
Azulejos en el Pabellón Carlos Lopes
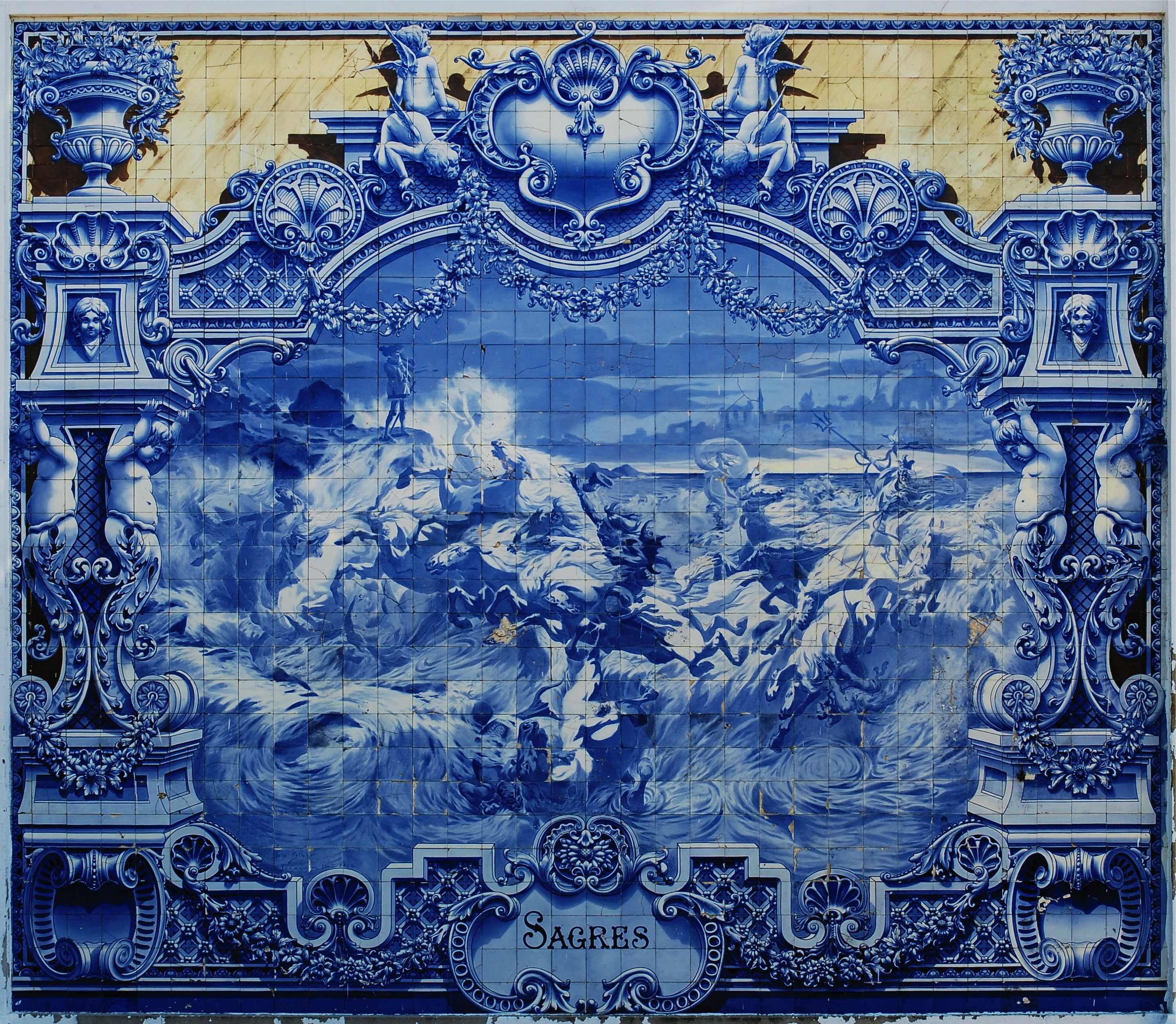
Azulejos en el Pabellón Carlos Lopes